# Apogonia aerea
Apogonia aerea är en skalbaggsart som beskrevs av Blanchard 1851. Apogonia aerea ingår i släktet Apogonia och familjen Melolonthidae. Inga underarter finns listade i Catalogue of Life.